# Dušan Bublavý
Dušan Bublavý (* 4. duben 1964, Častkovce) je poslanec Národní rady Slovenské republiky a starosta obce Častkovce.

## Politická kariéra
V parlamentních volbách roku 2010 se stal poslancem NR SR za stranu SMER-SD. Poslanecký mandát obhájil i ve volbách v roce 2012, kdy kandidoval ze 47. místa. Od roku 2016 je poslanec NR SR za stranu stranu SMER-SD. Kandidoval na 45. místě. Dostal 2 412 platných přednostních hlasů. Je ověřovatelem výboru NR SR pro veřejnou správu a regionální rozvoj a členem zvláštního kontrolního výboru NR SR pro kontrolu činnosti Vojenského zpravodajství.

### Komunální politika
Bublavý je dlouholetým starostou obce Častkovce. Jako jediný kandidát zvítězil v komunálních volbách v roce 2006, 2010, 2014 i 2018.

### Akademické vzdělání
Bublavý má magisterský titul z Dubnického technologického institutu v oboru učitelství ekonomických předmětů. Na soukromé vysoké škole DTI studovali i jeho kolegové ze strany SMER-SD, Stanislav Kubánek a Mikuláš Krajkovič. Některé zdroje uvádějí, že poslanci vystudovali učitelství, aby získali vysokoškolské tituly, ale nemají zájem o pedagogickou praxi.